# لنگ چینگ‌چیان
لُنگ چینگ‌چیان (چینی: 龙清泉؛ زادهٔ ۳ دسامبر ۱۹۹۰) وزنه‌بردار اهل چین است. او قهرمان دو دورهٔ المپیک (۲۰۰۸ پکن و ۲۰۱۶ ریو) در دستهٔ ۵۶ کیلوگرم است.